# Richard J. Dubord
Richard J. Dubord (* 17. November 1921 in Waterville, Maine; † 2. Januar 1970 in Boston, Massachusetts) war ein US-amerikanischer Anwalt und Politiker, der von 1965 bis 1966 Maine Attorney General war. 

## Leben
Richard J. Dubord wurde in Waterville, Maine als Sohn von  F. Harold DuBord (1891–1964) und Blanche DuBord (1895–1979) geboren. Sein Vater war Richter am Maine Supreme Judicial Court.
Dubord nahm am Zweiten Weltkrieg teil und studierte nach dem Krieg an der Boston University Law School. Er arbeitete in der Anwaltskanzlei seines Vaters und nach dessen Tod im Jahr 1964 ging er eine Partnerschaft mit Robert A. Maden ein.
Als Mitglied der Demokratischen Partei war er von 1952 bis 1955 Bürgermeister von Waterville, in den Jahren 1952, 1956 und 1964 Delegierter der Democratic National Convention von Maine, im Jahr 1963 Mitglied des Democratic National Committee von Maine und von 1965 bis 1966 Maine Attorney General. Im Jahr 1962 kandidierte er um das Amt des Gouverneurs von Maine, unterlag jedoch dem Republikaner John Hathaway Reed.
Er war mit Evelyn Parnell (1921–2004), einer Künstlerin, verheiratet. Sie hatten zwei Söhne und eine Tochter. Dubord starb am 2. Januar 1970 in einem Krankenhaus in Boston. Dort befand er sich, um wegen eines gerissenen Blutgefäßes im Kopf operiert zu werden. Sein Grab befindet sich auf dem Saint Francis Catholic Cemetery in Waterville.